# Waldemar Pytel
Waldemar Pytel (* 5. Juni 1958 in Istebna, Polen) ist ein polnischer lutherischer Theologe und Bischof der Diözese Breslau der Evangelisch-Augsburgischen Kirche in Polen.

## Leben und Wirken
Waldemar Pytel nahm im Jahre 1978 das Studium der Theologie an der Christlichen Theologischen Akademie in Warschau auf und wurde nach dessen erfolgreichen Abschluss am 30. November 1986 in der Friedenskirche in Świdnica (Schweidnitz) durch Bischof Janusz Narzyński zum Pfarrer der Evangelisch-Augsburgischen Kirche in Polen ordiniert. Noch am selben Tag begann er das Vikariat in der Friedenskirchengemeinde in Świdnica. Im Jahre 1991 wurde er zum Propsteiverwalter der Gemeinde ernannt und 1992 dort zum Propst gewählt.
Übergemeindlich tätig war Pytel von 1986 bis 1992 als Jugendseelsorger der Diözese Breslau, war von 1997 bis 2010 Mitglied der Kirchensynode und Mitglied des Synodalausschusses für Massenmedien. Im Jahre 2002 wurde er außerdem Mitglied des Synodalrats. Von 2009 bis 2012 übte Pytel das Amt des Präses der Synode aus. Seit 2007 war er als Mitglied im Diözesanrat der Stellvertreter des Bischofs der Diözese Breslau.
Pytel war zwischen 2005 und 2007 Präses der Schweidnitzer Freundesgesellschaft für Kranke „Hospicjum“ und engagierte sich in der Stiftung „Kreisau für europäische Verständigung“, deren Ratsmitglied er von 1995 bis 1999 war und seit 2008 wieder ist. Dank seiner Bemühungen wurde die Schweidnitzer Friedenskirche 2001 in die Liste des UNESCO-Weltkulturerbes aufgenommen.
Am 25. Oktober 2014 wurde Waldemar Pytel von der Diözesansynode mit 40 von 45 Stimmen zum neuen Bischof der Diözese Breslau gewählt. Im März 2015 trat er das Amt als Nachfolger von Ryszard Bogusz an.
Pytel ist verheiratet und hat zwei Söhne.